# Merzario A4
O  A4  é o modelo da Merzario da segunda parte da temporada de 1979 da F1. Foi guiado por Arturo Merzario. Nos sete GPs em que utilizou o carro, Merzario não conseguiu se qualificar em nenhum.